# Durham Constabulary
Durham Constabulary – brytyjska formacja policyjna, pełniąca funkcję policji terytorialnej na obszarze unitary authorities Durham i Darlington.  Według stanu na 31 marca 2012, formacja liczy 1363 funkcjonariuszy.